# Raúl Santos
Raúl Santos (Veguellina de Órbigo, León), también conocido como SupercineXcene, empieza su faceta como dj en la sala Maravillas de Madrid. 
Batería de los Shar-Peis y colaborador de Guedeon Della, entre los años 1995 y 1996 es batería del grupo granadino Los Planetas con los que graba y realiza la gira del disco Pop
Después de colaborar puntualmente como teclista con Mercromina, crea su proyecto en solitario SupercineXcene con el cual saca varias referencias para el sello madrileño especializado en hip hop Yo Gano, Tu Pierdes (Sin título (maxi-CD, 1998), SupercineXcene (CD, 1999), con colaboraciones, entre otros, de Najwa, Javier Jaúregui, Alfonso Monterroso y Mastretta.
Ha producido, entre otros, a artistas como 995 (b.s.o. 1999/2000 (Fragment Records, 2001), Sapiens (Piensa (Astro Discos, 2005), Dobleache, Malinche, Rekord Your Fucking Name, La China (De amor y muerte (Subterfuge, 2007) o Najwa (produjo sus 4 primeros discos en solitario, Carefully (Subterfuge, 2001), Mayday (D.R.O., 2003) y Walkabout (D.R.O., 2006), y colaboró en el cuarto, El último primate (D.R.O., 2010) y Donde Rugen los volcanes Warner
Participó en la primera formación de The Cabriolets (junto a Bimba Bosé, David Unison y Diego Postigo) y colaboró con Öpik (grupo del artista Josete León, en el que Raúl toca la batería en su álbum Sueños bélicos (2008).
En septiembre de 2017 publica su segundo su disco en solitario, Ex, que supone la segunda referencia del sello discográfico madrileño 7RECXRDS.
En El espacio es el lugar (7RECXRDS, 2017) de Jorge Ramos, Raúl ejerce como productor y músico.  
Actualmente está sacando referencias con tzootz_research con el nombre de Raúl Santos, además de producir y mezclar temas para El Coleta y colaborar cona Alex de Lucas en la banda sonora de la serie Cardo (Atresmedia, 2021).